# Cimarrontla
Cimarrontla är en ort i Mexiko.   Den ligger i kommunen Tehuipango och delstaten Veracruz, i den sydöstra delen av landet, 240 km öster om huvudstaden Mexico City. Cimarrontla ligger 1 915 meter över havet och antalet invånare är 242.
Terrängen runt Cimarrontla är huvudsakligen kuperad, men österut är den bergig. Runt Cimarrontla är det ganska tätbefolkat, med 93 invånare per kvadratkilometer. Närmaste större samhälle är Zongolica, 14,6 km nordost om Cimarrontla. Omgivningarna runt Cimarrontla är en mosaik av jordbruksmark och naturlig växtlighet.